# Henri de Bernières
Pour les articles homonymes, voir Bernières (homonymie).
Henri de Bernières, né en 1635 à Caen et décédé le 4 décembre 1700 à Québec, est un prêtre français. Il est le premier curé de Québec et le premier supérieur du Séminaire de Québec, une société apostolique de prêtres.

## Biographie

### Origine familiale en Normandie
Henri de Bernières est le neveu du célèbre mystique Jean de Bernières, de Louvigny. Né vers 1635 à Caen en Normandie fils de Pierre de Bernières, baron d'Acqueville, trésorier du roi à Caen, et de Madeleine Le Breton, il fait ses études à Caen.
Encore simple tonsuré, il est désigné à la cure de Saint-Pierre de Caen ; mais il préfère venir au Canada en 1659, avec François de Montmorency-Laval, qui prend alors ses fonctions de premier évêque de Québec.

### Premier curé de Québec

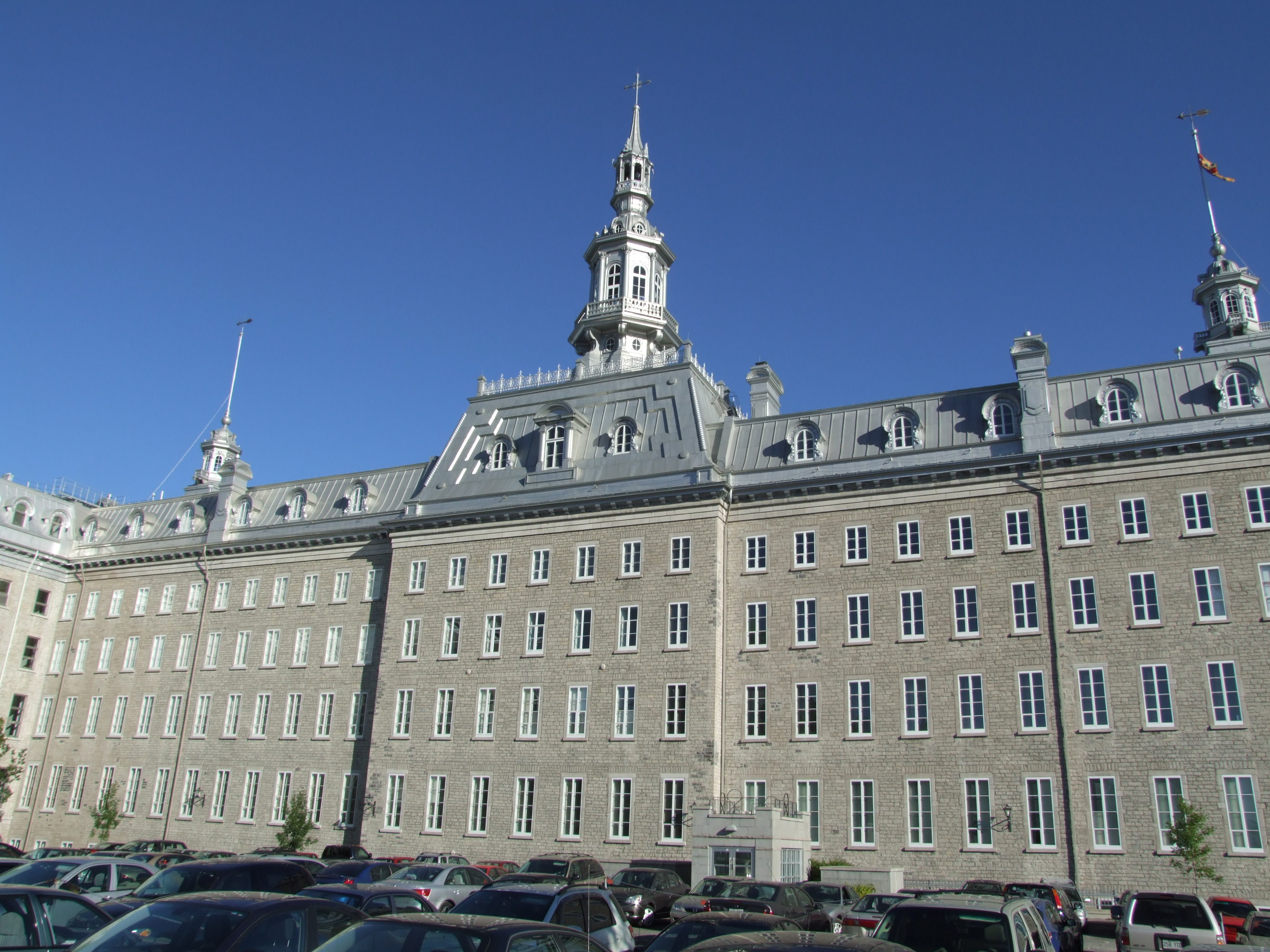
Le séminaire de Québec.

Henri de Bernières reçoit les ordres mineurs à Québec, le 2 décembre 1659, le diaconat en février et la prêtrise le 13 mars 1660 des mains de Laval. Ce sont alors les premières ordinations au Canada. Laval le garde comme secrétaire et chapelain et lui fait apprendre la langue iroquoise. 
Henri de Bernières est aussi le premier curé en titre de Québec, lorsque Laval érige cette cure, en 1664, et l'unit au séminaire de Québec. En 1662, il assume les fonctions de grand-vicaire conjoint pendant le voyage de Laval en France. Lors d'autres absences de l'évêque, il est administrateur du diocèse, en 1671, en 1678, en 1684. Il est délégué de Laval au Conseil souverain durant les voyages de l'évêque. Il est supérieur des Ursulines et de l'Hôtel-Dieu, de 1676 à 1683, et premier doyen du Chapitre de Québec, de 1684 à 1700. 
Un des cinq premiers prêtres du séminaire de Québec lors de sa fondation le 26 mars 1663, il en devient le premier supérieur et il occupe cette charge à quatre reprises : de 1665 à 1672, de 1673 à 1683, de 1685 à 1688, de 1693 à 1698. Il donne les conférences spirituelles aux séminaristes.

### Une personnalité respectée
Henri de Bernières meurt le 4 décembre 1700 peu après minuit, durant la grave épidémie de « rhumes » de l'hiver 1700-1701. C'était un « homme pacifique, désintéressé et qui ne cherchait que la gloire de Dieu », note la mère Juchereau[Qui ?][réf. nécessaire].  « Ses Vertus étaient remarquables, surtout son humilité, sa charité, et sa grande et longue patience », écrit l'abbé Charles Glandelet[réf. nécessaire][Qui ?]. Il est inhumé le 5 décembre 1700 dans la chapelle du séminaire de Québec. Plus tard, ses restes sont transférés à la paroisse de la cathédrale de Québec dont il a été le tout premier curé.

## Hommages
La rue De Bernières a été nommée en son honneur, en 1923 dans la ville de Québec.